# Eryngium pinnatifidum
Eryngium pinnatifidum är en flockblommig växtart som beskrevs av Aleksandr Andrejevitj Bunge. Eryngium pinnatifidum ingår i släktet martornar, och familjen flockblommiga växter. Inga underarter finns listade i Catalogue of Life.

## Bildgalleri

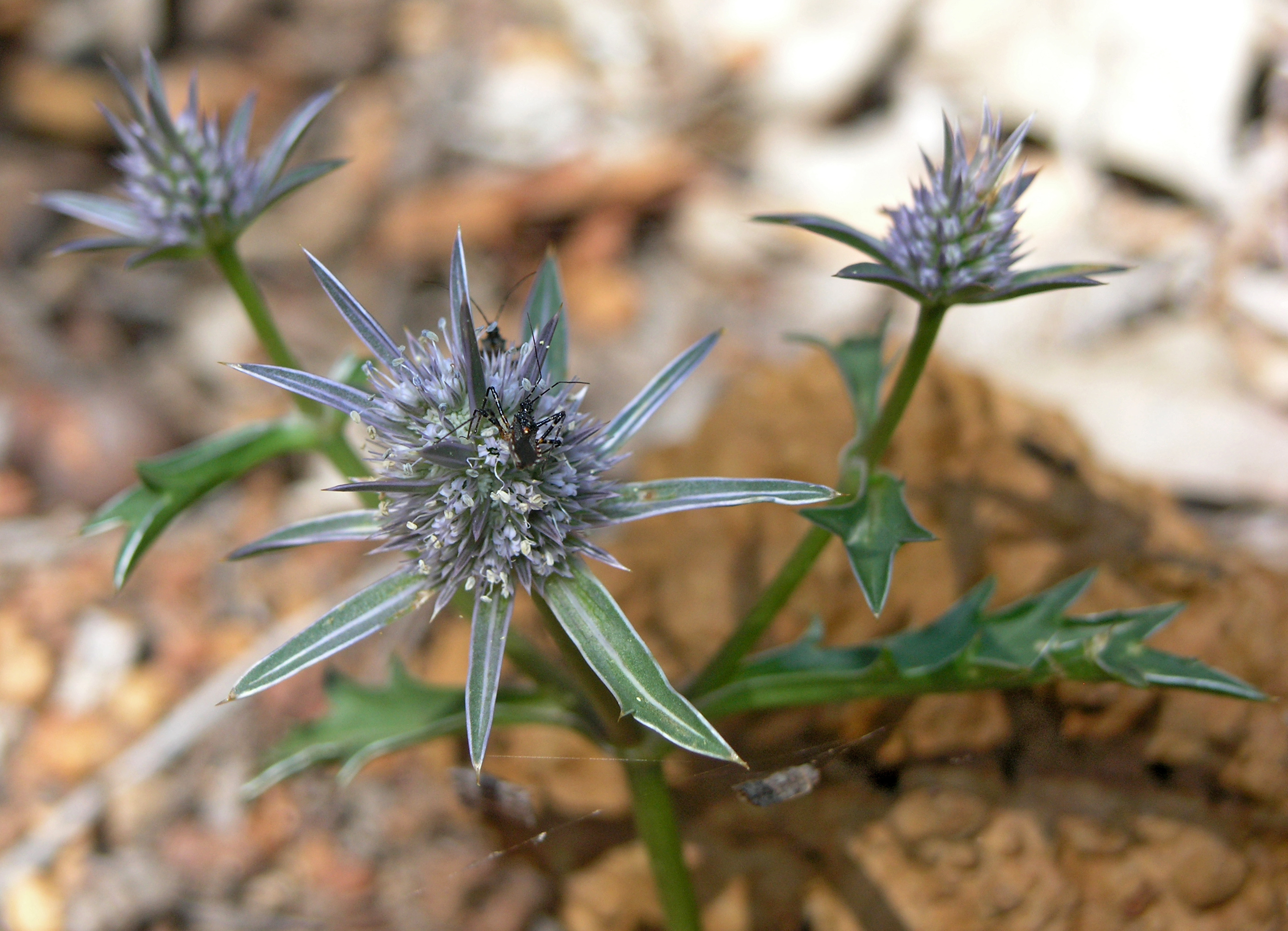